# Собака (геральдика)

Геральдичний пес

Соба́ка (фр. Chien) у геральдичній символиці — емблема вірності, відданості, пильності, інколи — дружби. Для того, щоб підкреслити, що це саме пес, тобто приручена людиною (а не дика, як, наприклад, антагоніст собаки — вовк) домашня тварина, йому надягають нашийник. Пес зображується, як правило, стоячим, сидячим або біжучим (біжучий пес — це звичайно гончак, хорт — емблема полювання і мисливців), завжди тільки в профіль.

## Галерея

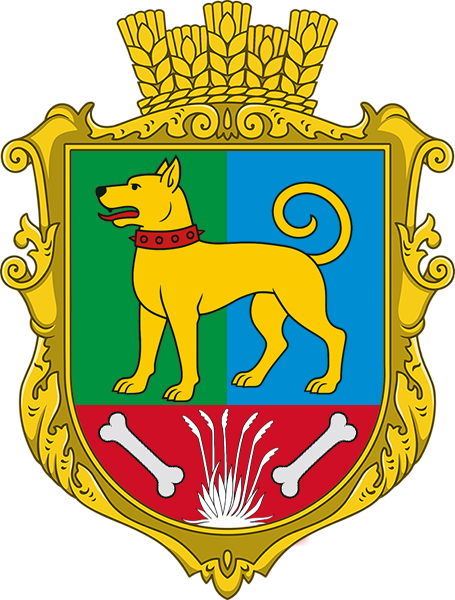
Герб села Деснянське (Псарівки)
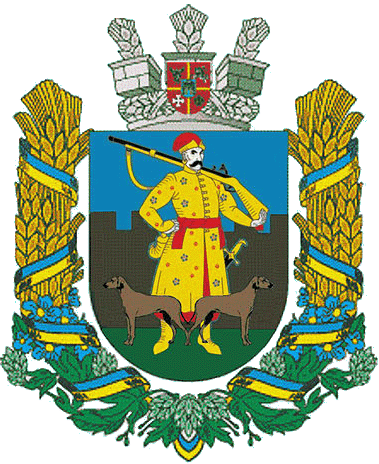
Герб села Парипси
Герб Гуссенвіль (Валь-д'Уаз)
Герб Серюрье
Польський герб Лєскі
Польський герб Кос
Польский герб Корчак
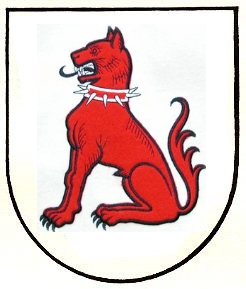
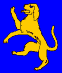